# Talsperre Hartwell
Die Talsperre Hartwell (englisch Hartwell Dam) ist eine Talsperre mit Wasserkraftwerk in den USA. Sie staut den Savannah River, der an dieser Stelle die Grenze zwischen dem Hart County, Georgia und dem Anderson County, South Carolina bildet, zu einem Stausee (engl. Lake Hartwell) auf. Die Kleinstadt Hartwell befindet sich ca. 10 km westlich der Talsperre.
Die Talsperre dient neben der Stromerzeugung auch dem Hochwasserschutz und der Trinkwasserversorgung. Ihre Errichtung wurde vom US-Kongress durch den Flood Control Act of 1950 genehmigt. Mit dem Bau der Talsperre wurde im Oktober 1955 begonnen. Sie wurde 1959 fertiggestellt. Die Talsperre ist im Besitz des United States Army Corps of Engineers (USACE) und wird auch vom USACE betrieben.

## Absperrbauwerk
Das Absperrbauwerk besteht aus einer Gewichtsstaumauer aus Beton mit einer Höhe von 62 m (204 ft) über dem Flussbett sowie Erdschüttdämmen, die sich an beiden Seiten anschließen. Die Gesamtlänge des Absperrbauwerks beträgt 3779 m (12.400 ft); die Länge der Staumauer liegt bei 579 m (1900 ft). An Beton wurden 672.808 m³ (880.000 cubic yards) verbaut. Die Staumauer verfügt über eine Hochwasserentlastung mit 12 Segmentwehren.

## Stausee
Beim normalen Stauziel von 201 m (660 ft) über dem Meeresspiegel erstreckt sich der Stausee über eine Fläche von rund 226,2 km² (55.900 acres). Das maximale Stauziel bei Hochwasser beträgt 202,7 m (665 ft). Mit dem Einstau wurde im Februar 1961 begonnen. Das normale Stauziel von 660 ft wurde am 12. März 1962 erreicht. Der niedrigste Pegel lag am 9. Dezember 2008 bei 194,3 m (637,5 ft); im Durchschnitt liegt der Pegel bei 200,4 m (657,5 ft).

## Kraftwerk
Das Kraftwerk befindet sich am Fuß der Talsperre auf der rechten Flussseite. Es ging am 27. April 1962 mit der ersten Maschine in Betrieb. Die installierte Leistung beträgt mit 5 Francis-Turbinen insgesamt 422 MW. Die durchschnittliche Jahreserzeugung liegt bei 468 Mio. kWh. Das Kraftwerk dient zur Abdeckung von Spitzenlast.
Ursprünglich wurden 4 Francis-Turbinen mit einer maximalen Leistung von jeweils 66 MW installiert; es wurden aber bereits die Vorkehrungen für die Installation einer fünften Maschine getroffen. Die fünfte Turbine mit einer maximalen Leistung von 80 MW wurde dann 1985 in Betrieb genommen. Durch eine Leistungssteigerung der Maschinen 1 bis 4, die von 1997 bis 2000 durchgeführt wurde, konnte die installierte Leistung des Kraftwerks von 344 auf 422 MW erhöht werden. In der Schaltanlage wird die Generatorspannung von 13,8 kV mittels Leistungstransformatoren auf 230 kV hochgespannt.

## Sonstiges
Die Gesamtkosten des Projekts werden mit etwas mehr als 89 Mio. USD angegeben. Ursprünglich waren die Kosten auf 68,4 Mio. USD veranschlagt worden. Der Verkauf der erzeugten Elektrizität erfolgt durch die Southeastern Power Administration. Von 1962 bis zum September 1988 wurden dadurch Erlöse von mehr als 118 Mio. USD erzielt. Im Jahr 2001 betrugen die Einnahmen 14 Mio. USD.